# Meierei im Neuen Garten

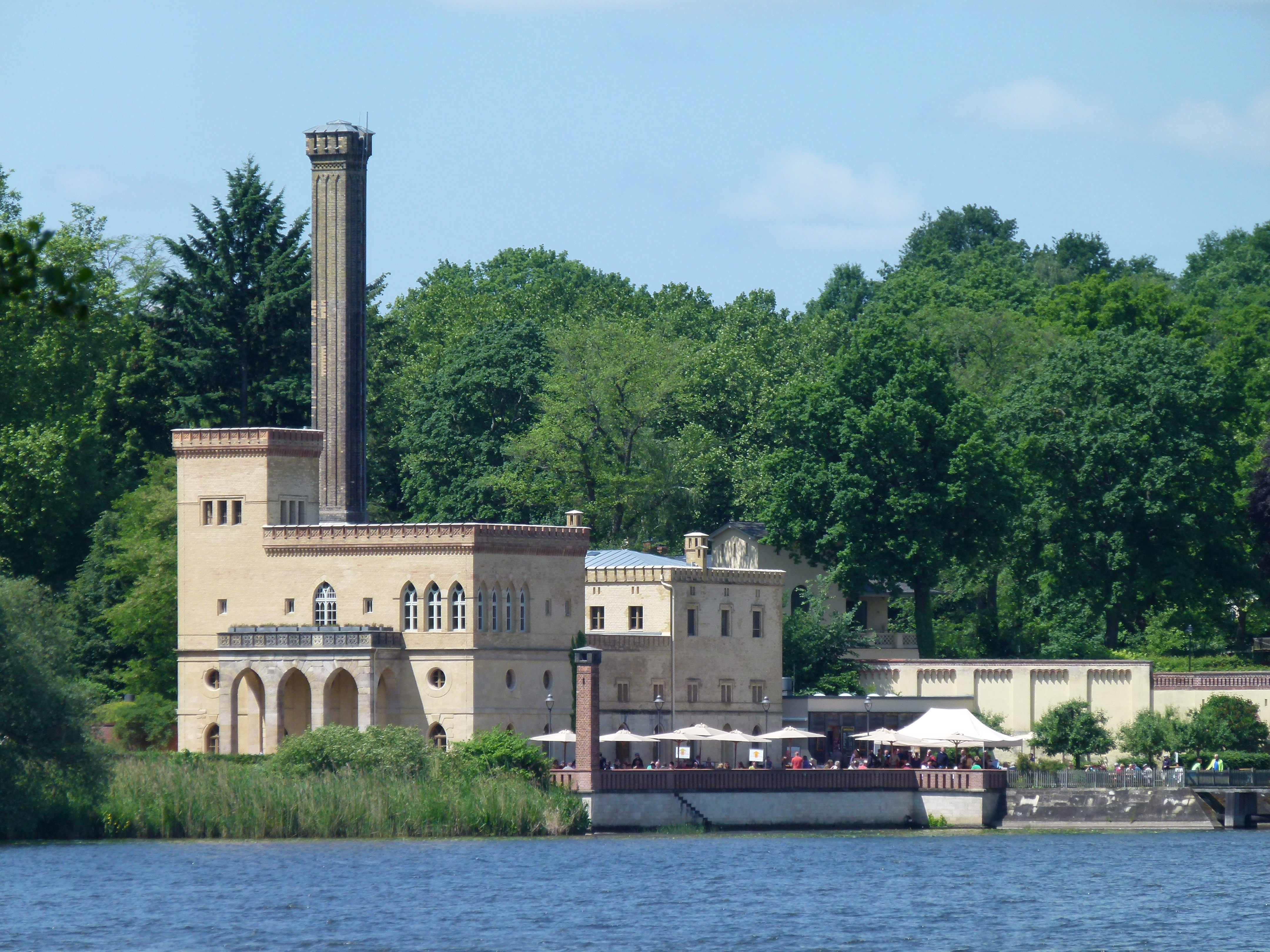
Ansicht der Meierei im Neuen Garten von der Havel aus

Die Meierei im Neuen Garten ist eine Gasthausbrauerei am Ufer des Jungfernsees an der nördlichsten Spitze des Neuen Gartens in Potsdam.

## Geschichte

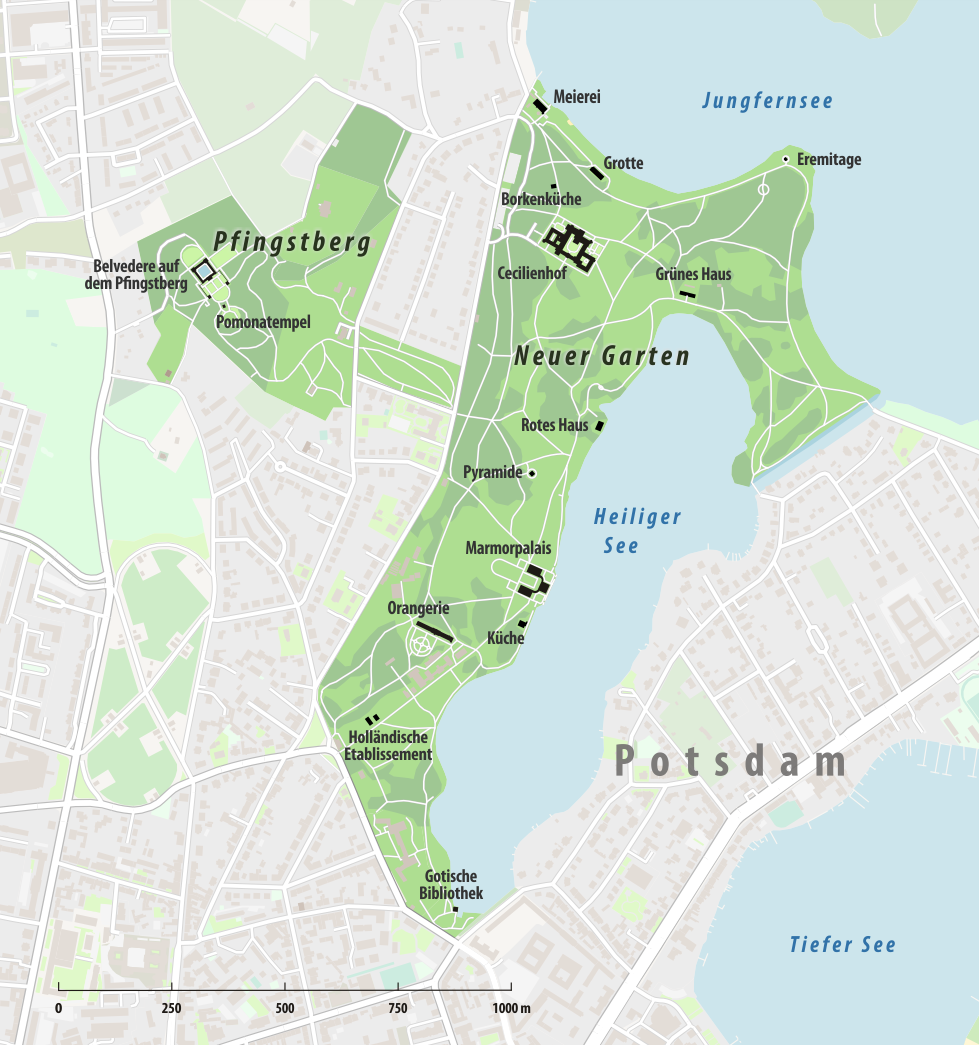
Die Meierei liegt an einer nördlichen Spitze des Neuen Gartens.

Das Gebäude entstand nach Plänen des Baumeisters Carl Gotthard Langhans. Die Bauausführung übernahm von 1790 bis 1792 Andreas Ludwig Krüger. Im Zusammenhang mit der Anlage des Landschaftsgartens und mit dem Bau des Marmorpalais unter Friedrich Wilhelm II. wurde eine Molkerei zur Versorgung der Hofgesellschaft eingerichtet.
1843/1844 ließ Friedrich Wilhelm IV. das Gebäude erweitern. Nach einem Entwurf des Architekten Ludwig Persius wurde unter Leitung von Ludwig Ferdinand Hesse ein zweites Vollgeschoss aufgesetzt und die Südwestecke durch einen Turm betont. Ein Zinnenkranz umrahmt die Dächer und gibt dem Gebäude einen normannischen Charakter.
Eine zweite Erweiterung erfolgte nach 1861 mit dem Maschinen- oder Pumpenhaus, das zur Bewässerung des Neuen Gartens eingerichtet wurde. Zu dieser technischen Erneuerung gehört auch der hohe, schlanke Schornstein. Das Hochbecken für den Wasserzulauf befindet sich innerhalb des Belvedere auf dem Pfingstberg.
Nach 1918 wurde in dem Gebäude ein Gaststättenbetrieb eingerichtet, der bis zum Zweiten Weltkrieg eines der beliebtesten Ausflugslokale in Potsdam war und landläufig Meierei genannt wurde.
Die Besetzung durch die Rote Armee Ende 1945 und die Brandzerstörung eines Teils des Gebäudes ließen eine gastronomische Nutzung nicht mehr zu. In diesem ruinösen Zustand befand sich die Meierei noch, als 1961 die Berliner Mauer errichtet wurde.
Nach der Wiedervereinigung erfolgten 1991 Sanierungs- und Wiederherstellungsmaßnahmen an dem alten Gebäude, das seit 2003 durch die Gasthausbrauerei Meierei im Neuen Garten GmbH genutzt wird.